# KU Близнецов
KU Близнецов (лат. KU Geminorum) — двойная затменная переменная звезда типа Алголя (EA) в созвездии Близнецов на расстоянии (вычисленном из значения параллакса) приблизительно 9 940 световых лет (около 3 048 парсек) от Солнца. Видимая звёздная величина звезды — от +16,3m до +15,2m. Орбитальный период — около 6,154 суток.
Открыта Куно Хофмейстером в 1966 году.

## Характеристики
Первый компонент — жёлто-белая звезда спектрального класса F0. Эффективная температура — около 5347 К.
Второй компонент — оранжевый субгигант спектрального класса K6IV.